# F91 Düdelingen
F91 Düdelingen (luxemburgisch F91 Diddeleng bzw. französisch F91 Dudelange) ist ein luxemburgischer Fußballverein aus der Stadt Düdelingen. Die Klubfarben sind rot und gelb. Heimstadion ist das Jos-Nosbaum-Stadion mit einer Kapazität von 2.558 Plätzen. Der Klub entstand 1991, als die Vereine Alliance Düdelingen, CS le Stade Düdelingen und US Düdelingen fusionierten. Zwischen 2000 und 2022 gewann der Verein 16 von 22 luxemburgischen Meisterschaften.

## Geschichte

### Vorgängervereine

#### CS Le Stade Düdelingen
Der CS Le Stade Düdelingen (französisch Stade Dudelange) gründete sich 1908 unter dem Namen Gallia Düdelingen, 1912 erfolgte eine Namensänderung zu Sparta Düdelingen, bevor 1913 der Name CS Le Stade Düdelingen angenommen wurde. Nachdem sich der Verein in der Spielzeit 1913/14 noch vor der Saison aus der erstklassigen 1. Division Luxemburgs zurückzog, siegte man in der folgenden Saison gegen den US Düdelingen und nahm an den Play-offs teil, bei denen der Verein gegen Jeunesse Esch ausschied. 1915/16 stieg Stade Düdelingen aus der 1. Division ab, der Wiederaufstieg gelang zur Spielzeit 1919/20, in der der Verein hinter CS Fola Esch Vizemeister wurde. In den Spielzeiten 1922/23 und 1924/25 konnte erneut der Vizemeistertitel errungen werden, nach der darauf folgenden Saison musste Stade jedoch erneut in die zweite Liga absteigen. Mit dem Aufstieg und gleichzeitigem Vizemeistertitel 1927/28 machte der Verein erneut auf sich aufmerksam. Auch erreichte Stade Düdelingen in dieser Spielezeit das Finale des Luxemburger Fußballpokal, welches jedoch nach einem 2:5 im zweiten Wiederholungsspiel gegen Spora Luxemburg verloren ging. Nach dieser erfolgreichen Saison wurde die kommende Spielzeit auf einem Abstiegsplatz beendet. Anfang der 1930er Jahre entwickelte sich Stade Düdelingen temporär zu einer Fahrstuhlmannschaft. Den Aufstiegen 1930 und 1932 standen jeweils der direkte Wiederabstieg entgegen. Ende der 1930er begann für Düdelingen eine erfolgreiche Fußballzeit. Nach dem Aufstieg zur Spielzeit 1936/37 gelang Stade Düdelingen 1938 durch ein 1:0-Sieg gegen The National Schifflingen erstmals der Gewinn des Luxemburger Fußballpokals. In der Ehrendivision 1938/39 wurde der Verein mit drei Punkten Vorsprung vor Lokalkonkurrent US Düdelingen erstmals luxemburgischer Fußballmeister. Dieser Titel konnte 1939/40 verteidigt werden, im luxemburgischen Fußballpokal verlor der Verein hingegen die Finalspiele 1939 (1:2 gegen US Düdelingen) und 1940 (2:6 gegen Spora Luxemburg).
Während des Zweiten Weltkrieges und der Besetzung Luxemburgs 1940 ruhte vorerst der Spielbetrieb. Ab 1941 nahm das deutsche Fachamt Fußball die Luxemburger Fußballvereine in die neugegründete Gauliga Moselland auf und gab ihnen deutsche Namen. Stade Düdelingen trat fortan als FV Stadt Düdelingen an. Der Spielstärke brachte die Änderung vorerst keinen Abbruch. Die Gauliga Moselland 1941/42 wurde nach zwei Siegen im Finale gegen Eintracht Bad Kreuznach gewonnen, so dass der Verein erstmals an der deutschen Fußballmeisterschaft teilnehmen durfte. In der Qualifikationsrunde musste Düdelingen gegen den Serienmeister FC Schalke 04 antreten, Düdelingen verlor angesichts der Spielstärke der Schalker knapp mit 0:2 und schied aus. Stadt Düdelingen hielt sich bis zum Ende in der Gauliga Moselland, konnte aber nicht mehr das Finale der Gauliga erreichen.
Nach der Befreiung Luxemburgs wurde bereits 1944/45 wieder in der Nationaldivision gespielt, der wieder in Stade Düdelingen umbenannte Verein wurde zum dritten Mal luxemburgischer Fußballmeister. 1945/46, 1946/47 und 1947/48 konnte der Meistertitel erfolgreich verteidigt werden, zudem gelang 1948 und 1949 der Pokalsieg und nochmals 1949/50 die Meisterschaft. In den 1950er-Jahren nahm die Dominanz der Düdelinger Vereine etwas ab. 1954/55 und 1956/57 wurde Stade Düdelingen zum achten, bzw. neunten Mal Fußballmeister. 1956 gelang der vierte und letzte Pokalsieg. Durch den Meisterschaftserfolg 1957 qualifizierte sich die Mannschaft für den Europapokal der Landesmeister 1957/58, beide Spiele in der Vorrunde gegen Roter Stern Belgrad gingen verloren. Nachdem die weiteren Spielzeiten überwiegend im Mittelfeld der Tabelle abgeschlossen wurden, gelang dem Verein 1964/65 letztmals der Gewinn der Fußballmeisterschaft Luxemburgs. Bei der anschließenden Vorrunde des Europapokals der Landesmeister 1965/66 verlor Stade Düdelingen gegen Benfica Lissabon mit 0:8 und 0:10. In den kommenden Jahren entwickelte sich der Verein zu einer klassischen Fahrstuhlmannschaft. Nach dem Abstieg aus der Nationaldivision 1967/68 erreichte der Verein nochmals fünf Aufstiege und fünf Abstiege.

#### US Düdelingen
Der US Düdelingen (französisch US Dudelange) entstand 1912 aus einer Fusion von Minerva Dudelange und Jeunesse de la Frontière 1908 Dudelange. Obwohl der Verein nicht die Erfolge des Lokalkonkurrenten Stade Düdelingen erreichte, spielte er für einige Jahre in der obersten Fußballliga Luxemburgs. Den Aufstiegen zu den Spielzeiten 1924/25, 1929/30 und 1931/32 folgte jeweils der sofortige Abstieg. Erst ab der Saison 1933/34 konnte sich US Düdelingen längerfristig in der obersten Spielklasse halten. Die Spielzeit 1938/39 war die erfolgreichste in der Vereinsgeschichte. In der Ehrendivision erreichte der Verein den Vizemeistertitel hinter Stade Düdelingen, dafür gewann US Düdelingen in dieser Spielzeit den Luxemburger Fußballpokal mit einem 2:1-Sieg im Finale über den Lokalkonkurrenten. 1939/40 wurde der Verein erneut Vizemeister. In der während der Besetzung Luxemburgs ausgespielten Gauliga Moselland trat der Verein als SV Düdelingen an und spielte alle drei Spielzeiten in der obersten Liga. Nach der Befreiung Luxemburgs und Wiederherstellung der luxemburgischen Fußballliga erreichte US Düdelingen 1945/46 und 1946/47 noch zweimal den Vizemeistertitel. Nach dem Abstieg 1951 erfolgte zur Spielzeit 1953/54 der Aufstieg und sofortige Wiederabstieg. Im Luxemburger Fußballpokal erreichte der Verein 1958 nochmals das Finale, welches jedoch mit 1:2 gegen Red Boys Differdingen verloren ging. Nach dem Aufstieg zur Nationaldivision 1961/62 erfolgte 1969/70 wieder der Abstieg in die Zweitklassigkeit. Ein Aufstieg in die Erstklassigkeit gelang bis zur Fusion zum F91 Düdelingen nicht mehr.

#### CS Alliance Düdelingen
Der CS Alliance Düdelingen entstand 1916, als Etoile Rouge Düdelingen und Etoile Bleue Düdelingen miteinander fusionierten. Während der Annexion Luxemburgs durch das Deutsche Reich trug der Verein den Namen FV Rot-Schwarz Düdelingen. Anders als den beiden Lokalkonkurrenten gelang Alliance Düdelingen vor dem Zweiten Weltkrieg nicht der Sprung in die Erstklassigkeit. Der erstmalige Aufstieg in die erstklassige Ehrendivision gelang zur Spielzeit 1952/53, jedoch musste der Verein den sofortigen Wiederabstieg in Kauf nehmen. Zur Saison 1954/55 erreichte der Verein erneut den Aufstieg. 1961 und 1962 gewann Alliance Düdelingen jeweils nach Siegen über den RFC Union Luxemburg den Luxemburger Fußballpokal und qualifizierte sich dadurch für den Europapokal der Pokalsieger. 1961/62 schied der Verein gegen den SC Motor Jena aus, erreichte aber im Rückspiel ein 2:2-Unentschieden. Auch beim Europapokal der Pokalsieger 1962/63 gelang Aliance Düdelingen ein Unentschieden gegen B 1909 Odense, nach einer 1:8-Niederlage im Rückspiel schied der Verein dennoch in der 1. Runde aus. In den folgenden Jahrzehnten pendelte der Verein zwischen erster und zweiter Fußballliga. Mit dem Abstieg in der Saison 1971/72 spielte in der drauf folgenden Saison erstmals seit 58 Jahren kein Verein aus Düdelingen in der obersten Fußballliga Luxemburgs. Dem letztmaligen Aufstieg in die erste Liga 1989/90 folgte der sofortige Wiederabstieg.

### Sportliche Entwicklung nach der Fusion

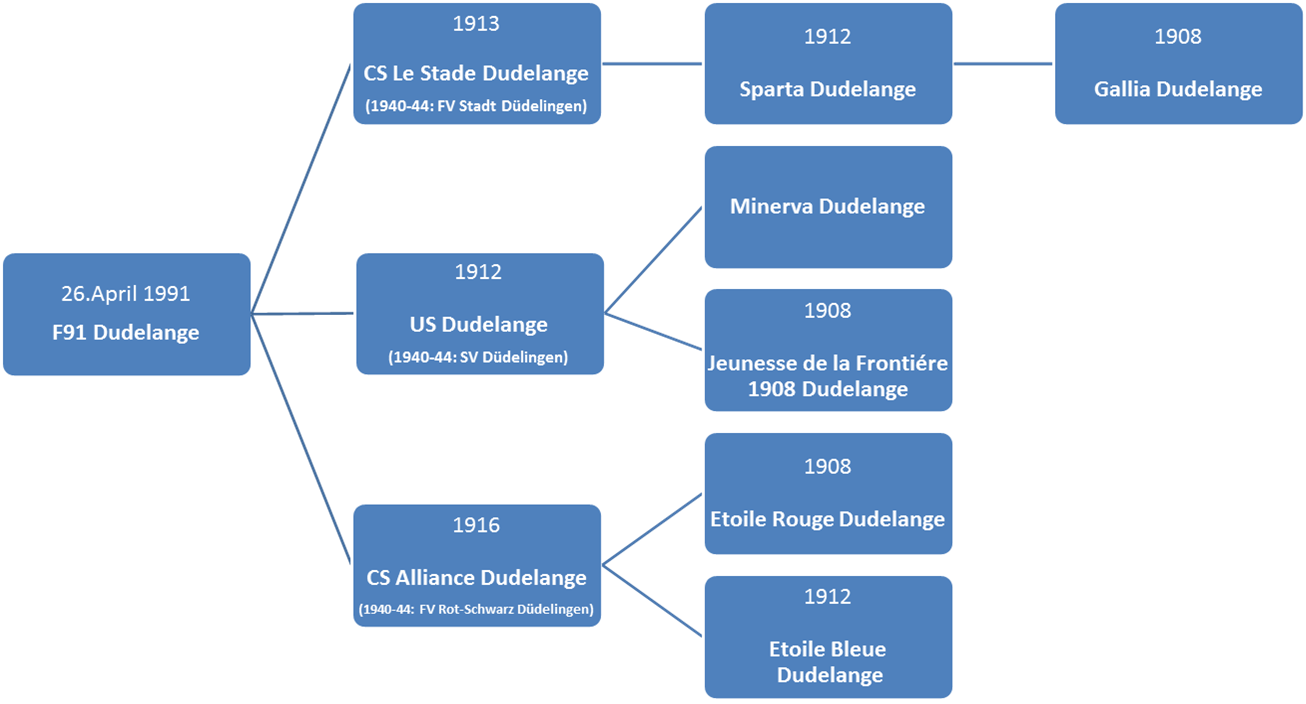
Vereinfachtes Schema zur Entstehung des F91 Düdelingen

Nachdem alle drei Düdelinger Fußballverein Ende der 1980er Jahre nur noch sporadisch in der Erstklassigkeit gespielt hatten, entschlossen sich die drei Vereine zur Vereinsfusion zum F91 Düdelingen. Der neu gegründete Verein nahm den Startplatz von Alliance Düdelingen in der zweitklassigen Ehrenpromotion ein. Zur Spielzeit 1992/93 gelang dem Verein die Rückkehr in die erste Liga. 1993 und 1994 erreichte der Verein zweimal das Finale des Luxemburger Fußballpokals, beide Spiele gingen jeweils gegen den FC Avenir Beggen verloren. Da Beggen in diesen Spielzeiten Fußballmeister wurde, durfte Düdelingen in beiden Spielzeiten am Europapokal der Pokalsieger teilnehmen. National dominiert der Verein seit der Jahrtausendwende und konnte dreizehn Meisterschaften gewinnen. In der Saison 2008/09 wurde Düdelingen zwei Spieltage vor Saisonende durch einen 1:0-Sieg bei Swift Hesperingen Meister. Dies war die fünfte Meisterschaft in Folge.
Ein historischer Erfolg in der luxemburgischen Fußballgeschichte wurde in der Champions-League-Saison 2005/06 erreicht: Als erster Klub aus Luxemburg erreichte der F91 Düdelingen nach einem Sieg über HŠK Zrinjski Mostar die zweite Qualifikationsrunde. Nach einer 0:1-Heimniederlage stand es beim Rückspiel in Bosnien auch nach der 90. Minute 0:0, was Düdelingens Ausscheiden bedeutet hätte. In der Nachspielzeit gelang der Treffer zum 1:0. In der folgenden Verlängerung wurde der bosnische Meister noch mit 4:0 besiegt und F91 Düdelingen stand in der zweiten Qualifikationsrunde der UEFA Champions League. Dort war allerdings nach zwei Niederlagen (1:6 und 2:3) gegen den österreichischen Meister SK Rapid Wien Endstation.
In der Saison 2011/12 überstand der F91 nach zwei 2:0-Siegen gegen den andorranischen Meister FC Santa Coloma erneut die erste Qualifikationsrunde zur Champions League. In der zweiten Qualifikationsrunde gab es eine 0:2- sowie eine 1:3-Niederlage gegen den slowenischen Meister NK Maribor.
Am 17. Juli 2012 siegte F91 Düdelingen – nach dem einzigen zweistelligen Sieg einer Luxemburger Mannschaft (Hin- und Rückspiel addiert) gegen SP Tre Penne aus San Marino – im Hinspiel der zweiten Qualifikationsrunde zur Champions League 2012/13 mit 1:0 gegen den österreichischen Meister und Pokalsieger FC Red Bull Salzburg, wobei man nach einer 3:4-Niederlage im Rückspiel wegen der Auswärtstorregel erstmals die dritte Qualifikationsrunde der Champions League erreichte, in der man gegen NK Maribor ausschied. Die anschließende Chance, sich im Rahmen des Playoffs der Europa League gegen Hapoel Tel Aviv einen Gruppenplatz zu sichern, wurde nach einer 1:3-Heim- und einer 0:4-Auswärtsniederlage nicht genutzt. Für diesen Erfolg wurde F91 Düdelingen 2012 zur luxemburgischen Mannschaft des Jahres gewählt. 2014, 2016 und 2017 wurde der Club erneut Luxemburgischer Meister, 2016 und 2017 auch Pokalsieger; in den anschließenden Qualifikationsrunden zur Champions League scheiterte man durchweg. In der Saison 2017/18 wurde F91 Düdelingen zum dritten Mal in Folge Meister. In der folgenden ersten Qualifikationsrunde zur UEFA Champions League schied Düdelingen gegen Videoton FC aus und setzte sich daraufhin in der zweiten Qualifikationsrunde zur UEFA Europa League gegen den kosovarischen Vertreter KF Drita, in der dritten Qualifikationsrunde gegen den polnischen Verein Legia Warschau und in den Play-offs gegen den rumänischen Klub CFR Cluj durch. Damit wurde F91 Düdelingen der erste luxemburgische Verein, der in die Gruppenphase eines UEFA-Wettbewerbs einzieht. Dort traf der Verein auf Betis Sevilla, auf den AC Mailand und auf Olympiakos Piräus; F91 Düdelingen schied als Gruppenletzter aus.
2019 gewann der F91 nochmals die Meisterschaft. In der ersten Qualifikationsrunde zur UEFA Champions League unterlagen sie jedoch dem FC Valletta. Daraufhin setzte sich der F91 jedoch in der zweiten Qualifikationsrunde zur UEFA Europa League gegen den mazedonischen Meister KF Shkëndija, in der dritten Qualifikationsrunde gegen den estnischen Meister FC Nõmme Kalju und in den Play-offs gegen den armenischen Meister FC Ararat-Armenia, im Elfmeterschießen, durch. Somit gelang dem F91 Düdelingen zum zweiten Mal in Folge den Einzug in die Gruppenphase eines UEFA-Wettbewerbs. Dort traf der Verein auf den FC Sevilla, auf APOEL Nikosia und auf den FK Qarabag. Gleich im ersten Spiel gelang mit einem 4:3-Auswärtssieg in Nikosia ein weiterer historischer Erfolg der Vereins- und nationalen Fußballgeschichte. Im letzten Gruppenspiel gegen Qarabaq verpasste die Mannschaft ihren zweiten Sieg nur knapp.

## Kader Saison 2025/26
Stand: 10. Juli 2025

### Aktueller Kader
| 16 | Eldin Latik      | Luxemburg            |
| 25 | Dzenis Novalic   | Luxemburg Montenegro |
| 71 | Marlon N‘Guessan | Frankreich           |

| 03 | Kino Delorge        | Belgien                           |
| 04 | Rodrigo Goncalves   | Luxemburg                         |
| 14 | Adrien Pianelli     | Frankreich                        |
| 17 | Lauro Peguero       | Luxemburg Dominikanische Republik |
| 20 | Valentino Tallarico | Luxemburg                         |
| 23 | Isaque Gavioli      | Brasilien Italien                 |
| 24 | Mehdi Kirch         | Frankreich Algerien               |
| 29 | Mario Mancini       | Luxemburg                         |
| 33 | Chris Stumpf        | Luxemburg                         |
| 44 | Alan Aussi          | Ukraine Syrien                    |

| 05 | Tudor Neamțiu     | Rumänien                      |
| 06 | Ivan Englaro      | Luxemburg Portugal            |
| 07 | Evan Rotundo      | Vereinigte Staaten Frankreich |
| 08 | Diogo Monteiro    | Luxemburg Portugal            |
| 10 | Bilal Benkhedim   | Algerien Frankreich           |
| 22 | Charles Morren    | Belgien                       |
| 27 | Belmin Muratovic  | Luxemburg Montenegro          |
| 38 | Enzo Fonseca Lima | Luxemburg                     |

| 12 | Oskar Ekeberg | Luxemburg Vereinigte Staaten |
| 77 | Agostinho     | Guinea-Bissau Portugal       |
| 80 | Dinho         | Portugal                     |

### Trainerstab
| Funktion     | Name                | Nation                                  |
| ------------ | ------------------- | --------------------------------------- |
| Chef-Trainer | Mika Almeida Pinto  | Frankreich                              |
| Co-Trainer   | Claudio Lombardelli | Luxemburg                               |
| Co-Trainer   | Rodrigue Dikaba     | Kongo Demokratische Republik Frankreich |

## Erfolge
F91 Düdelingen
- Luxemburgischer Meister (16): 2000, 2001, 2002, 2005, 2006, 2007, 2008, 2009, 2011, 2012, 2014, 2016, 2017, 2018, 2019, 2022
- Luxemburgischer Pokalsieger (8): 2004, 2006, 2007, 2009, 2012[13], 2016, 2017, 2019
- Luxemburgischer Ligapokalsieger (2): 2016, 2018

Stade Düdelingen
- Luxemburgischer Meister (10): 1939, 1940, 1945, 1946, 1947, 1948, 1950, 1955, 1957, 1965.
- Luxemburgischer Pokalsieger (4): 1938, 1948, 1949, 1956
- Gaumeister Moselland (1): 1942 (als FV Stadt Düdelingen)

Alliance Düdelingen
- Luxemburgischer Pokalsieger (2): 1961, 1962

US Düdelingen
- Luxemburgischer Pokalsieger (1): 1939

## Europapokalbilanz

### F91 Düdelingen
| Saison    | Wettbewerb                    | Runde                  | Gegner                        | Gesamt          | Hin     | Rück          |
| --------- | ----------------------------- | ---------------------- | ----------------------------- | --------------- | ------- | ------------- |
| 1993/94   | Europapokal der Pokalsieger   | Qualifikation          | Maccabi Haifa                 | 1:7             | 0:1 (H) | 1:6 (A)       |
| 1994/95   | Europapokal der Pokalsieger   | Qualifikation          | Ferencváros Budapest          | 2:12            | 1:6 (A) | 1:6 (H)       |
| 1999/2000 | UEFA-Pokal                    | Qualifikation          | Hajduk Split                  | 1:6             | 0:5 (A) | 1:1 (H)       |
| 2000/01   | UEFA Champions League         | 1. Qualifikationsrunde | Lewski Sofia                  | 0:6             | 0:4 (H) | 0:2 (A)       |
| 2001/02   | UEFA Champions League         | 1. Qualifikationsrunde | Skonto Riga                   | 2:6             | 1:6 (H) | 1:0 (A)       |
| 2002/03   | UEFA Champions League         | 1. Qualifikationsrunde | Vardar Skopje                 | 1:4             | 1:1 (H) | 0:3 (A)       |
| 2003/04   | UEFA-Pokal                    | Qualifikation          | Artmedia Petržalka            | 0:2             | 0:1 (A) | 0:1 (H)       |
| 2004/05   | UEFA-Pokal                    | 1. Qualifikationsrunde | Ekranas Panevėžys             | 1:3             | 0:1 (A) | 1:2 (H)       |
| 2005/06   | UEFA Champions League         | 1. Qualifikationsrunde | HŠK Zrinjski Mostar           | 4:1             | 0:1 (H) | 4:0 n. V. (A) |
| 2005/06   | UEFA Champions League         | 2. Qualifikationsrunde | SK Rapid Wien                 | 3:9             | 1:6 (H) | 2:3 (A)       |
| 2006/07   | UEFA Champions League         | 1. Qualifikationsrunde | Rabotnički Skopje             | 0:1             | 0:1 (H) | 0:0 (A)       |
| 2007/08   | UEFA Champions League         | 1. Qualifikationsrunde | MŠK Žilina                    | 5:7             | 1:2 (H) | 4:5 (A)       |
| 2008/09   | UEFA Champions League         | 1. Qualifikationsrunde | NK Domžale                    | 0:3             | 0:1 (H) | 0:2 (A)       |
| 2009/10   | UEFA Champions League         | 2. Qualifikationsrunde | FK Ventspils                  | 1:6             | 0:3 (A) | 1:3 (H)       |
| 2010/11   | UEFA Europa League            | 1. Qualifikationsrunde | Randers FC                    | 3:4             | 2:1 (H) | 1:3 (A)       |
| 2011/12   | UEFA Champions League         | 1. Qualifikationsrunde | FC Santa Coloma               | 4:0             | 2:0 (A) | 2:0 (H)       |
| 2011/12   | UEFA Champions League         | 2. Qualifikationsrunde | NK Maribor                    | 1:5             | 0:2 (A) | 1:3 (H)       |
| 2012/13   | UEFA Champions League         | 1. Qualifikationsrunde | SP Tre Penne                  | 11:0            | 7:0 (H) | 4:0 (A)       |
| 2012/13   | UEFA Champions League         | 2. Qualifikationsrunde | FC Red Bull Salzburg          | (a)4:4(a)       | 1:0 (H) | 3:4 (A)       |
| 2012/13   | UEFA Champions League         | 3. Qualifikationsrunde | NK Maribor                    | 1:5             | 1:4 (A) | 0:1 (H)       |
| 2012/13   | UEFA Europa League            | Play-offs              | Hapoel Tel Aviv               | 1:7             | 1:3 (H) | 0:4 (A)       |
| 2013/14   | UEFA Europa League            | 1. Qualifikationsrunde | FC Milsami                    | 0:1             | 0:1 (A) | 0:0 (H)       |
| 2014/15   | UEFA Champions League         | 2. Qualifikationsrunde | Ludogorez Rasgrad             | 1:5             | 0:4 (A) | 1:1 (H)       |
| 2015/16   | UEFA Europa League            | 1. Qualifikationsrunde | University College Dublin AFC | (a)2:2(a)       | 0:1 (A) | 2:1 (H)       |
| 2016/17   | UEFA Champions League         | 2. Qualifikationsrunde | Qarabağ Ağdam                 | 1:3             | 0:2 (A) | 1:1 (H)       |
| 2017/18   | UEFA Champions League         | 2. Qualifikationsrunde | APOEL Nikosia                 | 0:2             | 0:1 (A) | 0:1 (H)       |
| 2018/19   | UEFA Champions League         | 1. Qualifikationsrunde | Videoton FC                   | 2:3             | 1:1 (H) | 1:2 (A)       |
| 2018/19   | UEFA Europa League            | 2. Qualifikationsrunde | KF Drita                      | 3:2             | 2:1 (H) | 1:1 (A)       |
| 2018/19   | UEFA Europa League            | 3. Qualifikationsrunde | Legia Warschau                | 4:3             | 2:1 (A) | 2:2 (H)       |
| 2018/19   | UEFA Europa League            | Play-offs              | CFR Cluj                      | 5:2             | 2:0 (H) | 3:2 (A)       |
| 2018/19   | UEFA Europa League            | Gruppenphase           | AC Mailand                    | 2:6             | 0:1 (H) | 2:5 (A)       |
| 2018/19   | UEFA Europa League            | Gruppenphase           | Betis Sevilla                 | 0:3             | 0:3 (A) | 0:0 (H)       |
| 2018/19   | UEFA Europa League            | Gruppenphase           | Olympiakos Piräus             | 1:7             | 0:2 (H) | 1:5 (A)       |
| 2019/20   | UEFA Champions League         | 1. Qualifikationsrunde | FC Valletta                   | (a)3:3(a)       | 2:2 (H) | 1:1 (A)       |
| 2019/20   | UEFA Europa League            | 2. Qualifikationsrunde | KF Shkëndija                  | 3:2             | 2:1 (A) | 1:1 (H)       |
| 2019/20   | UEFA Europa League            | 3. Qualifikationsrunde | FC Nõmme Kalju                | 4:1             | 3:1 (H) | 1:0 (A)       |
| 2019/20   | UEFA Europa League            | Play-offs              | FC Ararat-Armenia             | 3:3 (5:4 i. E.) | 1:2 (A) | 2:1 n. V. (H) |
| 2019/20   | UEFA Europa League            | Gruppenphase           | APOEL Nikosia                 | 4:5             | 4:3 (A) | 0:2 (H)       |
| 2019/20   | UEFA Europa League            | Gruppenphase           | Qarabağ Ağdam                 | 2:5             | 1:4 (H) | 1:1 (A)       |
| 2019/20   | UEFA Europa League            | Gruppenphase           | FC Sevilla                    | 2:8             | 0:3 (A) | 2:5 (H)       |
| 2021/22   | UEFA Europa Conference League | 2. Qualifikationsrunde | Bohemians Dublin              | 0:4             | 0:1 (H) | 0:3 (A)       |
| 2022/23   | UEFA Champions League         | 1. Qualifikationsrunde | KF Tirana                     | 3:1             | 1:0 (H) | 2:1 (A)       |
| 2022/23   | UEFA Champions League         | 2. Qualifikationsrunde | FC Pjunik Jerewan             | 2:4             | 1:0 (A) | 1:4 (H)       |
| 2022/23   | UEFA Europa League            | 3. Qualifikationsrunde | Malmö FF                      | 2:5             | 0:3 (A) | 2:2 (H)       |
| 2022/23   | UEFA Europa Conference League | Play-offs              | Lech Posen                    | 1:3             | 0:2 (A) | 1:1 (H)       |
| 2023/24   | UEFA Europa Conference League | 1. Qualifikationsrunde | St Patrick’s Athletic         | 5:3             | 2:1 (H) | 3:2 (A)       |
| 2023/24   | UEFA Europa Conference League | 2. Qualifikationsrunde | Gżira United                  | 2:3             | 0:2 (A) | 2:1 (H)       |
| 2024/25   | UEFA Conference League        | 1. Qualifikationsrunde | Atlètic Club d’Escaldes       | 3:0             | 1:0 (A) | 2:0 (H)       |
| 2024/25   | UEFA Conference League        | 2. Qualifikationsrunde | BK Häcken                     | 3:12            | 2:6 (H) | 1:6 (A)       |
| 2025/26   | UEFA Conference League        | 1. Qualifikationsrunde | Atlètic Club d’Escaldes       | 2:5             | 0:2 (A) | 2:3 (H)       |

Gesamtbilanz: 100 Spiele, 26 Siege, 16 Unentschieden, 58 Niederlagen, 110:204 Tore (Tordifferenz −94)

### Alliance Düdelingen
| Saison  | Wettbewerb                  | Runde    | Gegner        | Gesamt | Hin     | Rück          |
| ------- | --------------------------- | -------- | ------------- | ------ | ------- | ------------- |
| 1961/62 | Europapokal der Pokalsieger | 2. Runde | SC Motor Jena | 2:9    | 0:7 (A) | (1)2:2 (A)(1) |
| 1962/63 | Europapokal der Pokalsieger | 1. Runde | B 1909 Odense | 2:9    | 1:1 (H) | 1:8 (A)       |

Gesamtbilanz: 4 Spiele, 2 Unentschieden, 2 Niederlagen, 4:18 Tore (Tordifferenz −14)
1 Beide Spiele wurden in der DDR ausgetragen.

### Stade Düdelingen
| Saison  | Wettbewerb                    | Runde    | Gegner              | Gesamt | Hin     | Rück     |
| ------- | ----------------------------- | -------- | ------------------- | ------ | ------- | -------- |
| 1957/58 | Europapokal der Landesmeister | Vorrunde | Roter Stern Belgrad | 1:14   | 0:5 (H) | 1:9 (A)  |
| 1965/66 | Europapokal der Landesmeister | Vorrunde | Benfica Lissabon    | 0:18   | 0:8 (H) | 0:10 (A) |

Gesamtbilanz: 4 Spiele, 4 Niederlagen, 1:32 Tore (Tordifferenz −31)

## Trainer
| Amtszeit  | Nat.        | Trainer                |
| --------- | ----------- | ---------------------- |
| ????–1993 | Luxemburg   | Gilbert Neumann        |
| 1993–1994 | Frankreich  | Claude Hausknecht      |
| 1994–1996 | Belgien     | Jean-Philippe Guérard  |
| 1996–1998 | Luxemburg   | Jeannot Reiter         |
| 1998–2000 | Luxemburg   | Angelo Fiorucci        |
| 2000–2003 | Luxemburg   | Carlo Weis             |
| 2003      | Argentinien | Ángel Bargas (Interim) |

| Amtszeit  | Nat.        | Trainer                |
| --------- | ----------- | ---------------------- |
| 2003–2004 | Deutschland | Roger Lutz             |
| 2004–2009 | Frankreich  | Michel Leflochmoan     |
| 2009–2011 | Belgien     | Marc Grosjean          |
| 2011      | Luxemburg   | Dan Theis              |
| 2011      | Deutschland | Ralph Stange (Interim) |
| 2011–2012 | Frankreich  | Didier Philippe        |
| 2012–2013 | Frankreich  | Patrick Hesse          |

| Amtszeit  | Nat.        | Trainer               |
| --------- | ----------- | --------------------- |
| 2013–2014 | Frankreich  | Pascal Carzaniga      |
| 2014–2015 | Belgien     | Sebastien Grandjean   |
| 2015      | Luxemburg   | Guy Hellers (Interim) |
| 2015–2016 | Frankreich  | Michel Leflochmoan    |
| 2016–2019 | Deutschland | Dino Toppmöller       |
| 2019      | Belgien     | Emilio Ferrera        |
| 2019–2020 | Belgien     | Bertrand Crasson      |

| Amtszeit  | Nat.               | Trainer            |
| --------- | ------------------ | ------------------ |
| 2020–2023 | Portugal           | Carlos Fangueiro   |
| 2023–2024 | Vereinigte Staaten | Jamath Shoffner    |
| 2024      | Luxemburg          | Marco Martino      |
| 2024–     | Frankreich         | Mika Almeida Pinto |

## Ehemalige Spieler
| - Joël Groff (1994–2002) - Roger Lutz (2000–2004) - Sébastien Rémy (2001–2011) - Rainer Hauck (2002–2004) - Marc Oberweis (2002–2004) - Alen Milak (2003–2005) - Jonathan Joubert (2004–2020, 2021–2023) - Samir Louadj (2007–2008, 2013–2014) - Ben Payal (2007–2013) - Tony Vairelles (2008–2009) - Daniel Da Mota (2008–2017) - Dino Toppmöller (2009–2010) | - Stefano Bensi (2009–2012) - Jean-Philippe Caillet (2010–2013) - Bryan Mélisse (2010–2013, 2016–2019) - Aurélien Joachim (2011–2013) - Kevin Malget (2011–2019) - Daniel Gomez (2012–2013) - Jonathan Jäger (2012–2013) - Thierry Steimetz (2012–2014) - Joël Pedro (2012–2018) - Jerry Prempeh (2012–2019) - Aleksandre Karapetian (2013, 2014–2015) - Nicolas Fernandes (2013–2014) | - Stélvio (2013–2019) - Youssef Mokhtari (2014) - Raphael de Sousa (2014–2016) - Clayton De Sousa (2014–2019) - David Turpel (2014–2019) - Tom Schnell (2014–2020) - Sanel Ibrahimović (2015–2019) - Dominik Stolz (2016–2020) - Mario Pokar (2016–2021) - Niko Dobros (2017–2018) - Edisson Jordanov (2017–2019) - Antonio Luisi (2017–2018, 2019–2020) | - Danel Sinani (2017–2020) - Milan Biševac (2018–2019) - Leon Jensen (2018–2019) - Yannick Kakoko (2018–2019) - Lewan Qenia (2018–2019) - Marc-André Kruska (2018–2019) - Edvin Muratovic (2019–2022) - Ricardo Aleixo Delgado (2019–2022) - Dejvid Sinani (2021–2023) - Aldin Skenderovic (2022–2023) - Sylvio Ouassiero (2022–2024) |